# 中国科学院北京天文台
中国科学院北京天文台是1958年至2001年间存在的天文学研究机构，隶属于中国科学院。总部位于北京市中心，有五个观测基地：兴隆观测站（光谱观测、红外天文学）、怀柔太阳观测站（太陽物理学）、密云观测站（射电天文学）、沙河观测站、天津纬度站。2001年，与云南天文台、新疆天文台（原乌鲁木齐天文观测站）、长春人造卫星观测站等台站及南京天文光学技术研究所合并成为中国科学院国家天文台。